# جناح (ملحان)

تعديل مصدري - تعديل

جناح هي إحدى قرى عزلة العمارية بمديرية ملحان التابعة لمحافظة المحويت، بلغ تعداد سكانها 104 نسمة حسب تعداد اليمن لعام 2004.